# Пардавы, Ян
Ян Пардавы (словац. Ján Pardavý; род. 8 сентября 1971 года, Тренчин, Чехословакия) — словацкий хоккеист, игравший на позиции нападающего. В настоящее время является главным тренером клуба Словацкой экстралиги «Слован» (Братислава).

## Карьера
Воспитанник хоккейной школы «Дукла» (Тренчин). Выступал за клубы «Дукла» (Тренчин), «Словнафт» (Всетин), «Юргорден» (Стокгольм), ХПК (Хямменлинна), ХК «Зноемшти Орли», МОДО (Эрншёльдсвик), «Локомотив» (Ярославль), ХК «Банска Быстрица», «Страсбур».
В составе национальной сборной Словакии провел 120 матчей (45 голов); участник зимних Олимпийских игр 1998 и 2002 (8 игр, 3 гола, 1 передача), участник чемпионатов мира 1997, 1998, 1999, 2000 и 2001 (36 игр, 9 голов, 8 передач).
В Словацкой экстралиге провёл 688 игр, набрал 618 очков (278 шайб+340 передач), в Чешской экстралиге — 197 игр, 149 очков (69+80), в чемпионате Чехословакии — 38 игр, 10 очков (4+6), в Шведской лиге — 104 игры, 48 очков (21+27), в Финской лиге — 65 игр, 46 очков (18+28), в Российской суперлиге — 4 игры, 1 очко (1+0), в европейских кубках — 11 игр, 9 очков (4+5), в чемпионате Франции/кубке Французской лиги — 103 игры, 134 очка (43+91).
Всего за карьеру в сборной и клубах провёл 1330 игр, забил 483 гола.
После окончания карьеры хоккеиста стал тренером. Сейчас занимает должность главного тренера тренчинской «Дуклы». Его сын, Ян Пардавы-младший, тоже стал хоккеистом.

## Достижения

### Командные
- Серебряный призер чемпионата мира (2000)
- Чемпион Чехословакии (1992), бронзовый призёр чемпионата Чехословакии (1993)
- Чемпион Словакии (1994, 1997), серебряный призёр Словацкой экстралиги (1995, 1996, 2007), бронзовый (2005, 2012)
- Чемпион Чехии (2001), серебряный призер Чешской экстралиги (2000)
- Бронзовый призер чемпионата Финляндии (2003)

### Личные
- Лучший бомбардир (86 очков) и снайпер (42 гола) Словацкой экстралиги 1997
- Лучший снайпер плей-офф Чешской экстралиги 2001 (10 шайб)